# Pierre Lapointe
Pour les articles homonymes, voir Lapointe.

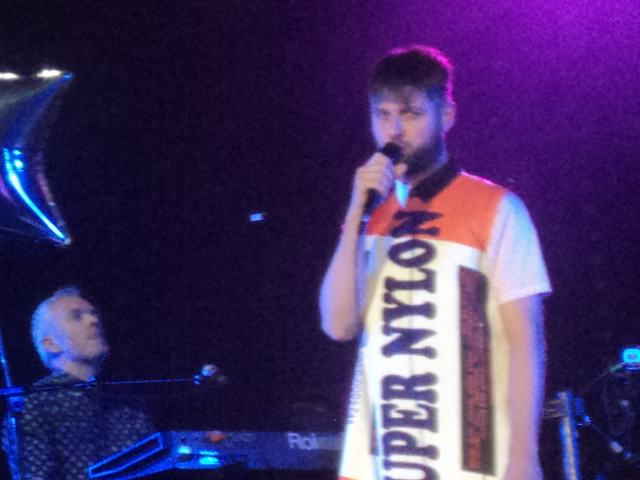
Pierre Lapointe durant les FrancoFolies de Montréal (18 juin 2014)

Pierre Lapointe, né le 23 mai 1981 à Alma, au Québec, est un auteur-compositeur-interprète québécois.
Son œuvre s'inscrit d'une part dans la tradition de la chanson francophone, qu'elle soit québécoise ou française, avec des chansons aux textes travaillés. Pierre Lapointe est également influencé par la musique pop qu'il entend utiliser pour renouveler la première citée. Les arts graphiques contemporains, en particulier l'art numérique, sont très présents dans son univers via ses vidéoclips, et participent à la création d'un univers onirique et paradoxal, entre chansons mélancoliques et obscures, et scénographies colorées voire provocatrices. 
Se définissant lui-même comme « chanteur populaire »,, il s'est construit un personnage de dandy excentrique de l'élite artistique montréalaise, lui permettant d'imprimer un décalage volontaire entre l'artiste sur scène et sa production largement biographique.
Ses disques enregistrent un succès critique et commercial au Québec et au Canada. Ses tournées régulières en France lui assurent une notoriété grandissante ainsi que la reconnaissance critique.

## Biographie

### Origines
Pierre Lapointe est né à Alma, au Saguenay–Lac-Saint-Jean, le 23 mai 1981, mais il passe son enfance à Gatineau, dans la région de l'Outaouais.

### Débuts
En 1999, il commence des études d'arts plastiques, mais, changeant de programme, pour suivre des cours d'interprétation théâtrale au Cégep de Saint-Hyacinthe qu'il quitte après quelques mois, pour se consacrer à la chanson. Il retourne ensuite en Outaouais pour y compléter son diplôme d'arts plastiques, tout en s'inscrivant au concours Tout nouveau, tout show. Il y remporte le Prix de l'auteur-compositeur-interprète de l'année et le Prix du public. Il s'installe à Montréal et poursuit ses études d'art à l'Université du Québec à Montréal.
En septembre 2001, il remporte le Premier Prix de la catégorie auteur compositeur interprète au Festival international de la chanson de Granby. Deux mois après, une fondation de soutien aux artistes lui décerne le Prix de la relève, il consacre le reste de l'année 2001 à l'écriture de chansons en vue d'un spectacle original.
En novembre 2002, il présente deux spectacles à Montréal acclamés par la critique. En décembre, une bourse du Conseil des arts et des lettres du Québec lui permet de préparer son premier album commercial.

### Les premiers succès
En 2002, 2003 et 2004, il se produit en Europe. En été 2003, il signe avec Audiogram. En mai 2004, il sort son premier album "Pierre Lapointe".  En juin de la même année, invité au Festival Pully Lavaux en Suisse, il reçoit le prix du jury, en juillet, aux FrancoFolies de Montréal, il fait salle comble pendant quatre soirs et reçoit le prix Félix-Leclerc. Ce prix lui assure une nouvelle présence en France en 2005.
En mars 2005, il participe à l'émission Couleurs francophones, diffusée sur les radios francophones européennes à l'occasion de la Journée de la francophonie. Il profite de sa popularité pour produire deux vidéoclips qui seront bien reçus par le public.
En mai 2005, il reçoit le prix de cœur de l'Académie Charles-Cros, un grand succès au festival Alors… chante de Montauban (France), et, en juin, un disque d'or pour son CD Pierre Lapointe.
En octobre 2005, il reçoit six Prix Félix : trois pour « Album populaire de l'année », « Révélation de l'année » et « Metteur en scène de l'année », et trois décernés à ses collaborateurs : « Arrangeur de l’année » et « Réalisateur de disque de l'année » à Jean Massicotte, le « Sonorisateur de l'année » à Louis Simon Hétu. En novembre 2005, l'Académie Charles-Cros lui remet le Grand Prix du disque pour son album Pierre Lapointe.
En octobre 2006, il reçoit deux prix Félix, celui d'« auteur-compositeur de l'année » et celui du « meilleur album pop ». Son album reçoit également le « Prix d'arrangeur de l'année » avec Philippe Brault et Jean Massicotte.
En avril 2007, au Printemps de Bourges puis à la Cigale (Paris), Brigitte Fontaine l'invite à venir interpréter sur scène avec lui La Symphonie pastorale. Il est le récipiendaire du prix Rapsat-Lelièvre 2007.
Le 28 octobre 2007, en tant qu'« auteur-compositeur-interprète du spectacle de l'année », il reçoit un prix Félix pour La Forêt des mal-aimés au 29e gala de l'ADISQ

Le dimanche 5 août 2007, avec l'Orchestre Métropolitain du Grand Montréal dirigé par Yannick Nézet-Séguin il présente le spectacle de clôture des 19e FrancoFolies de Montréal devant la plus grande foule de toute l'histoire des Francofolies (plus de 100 000 spectateurs). 

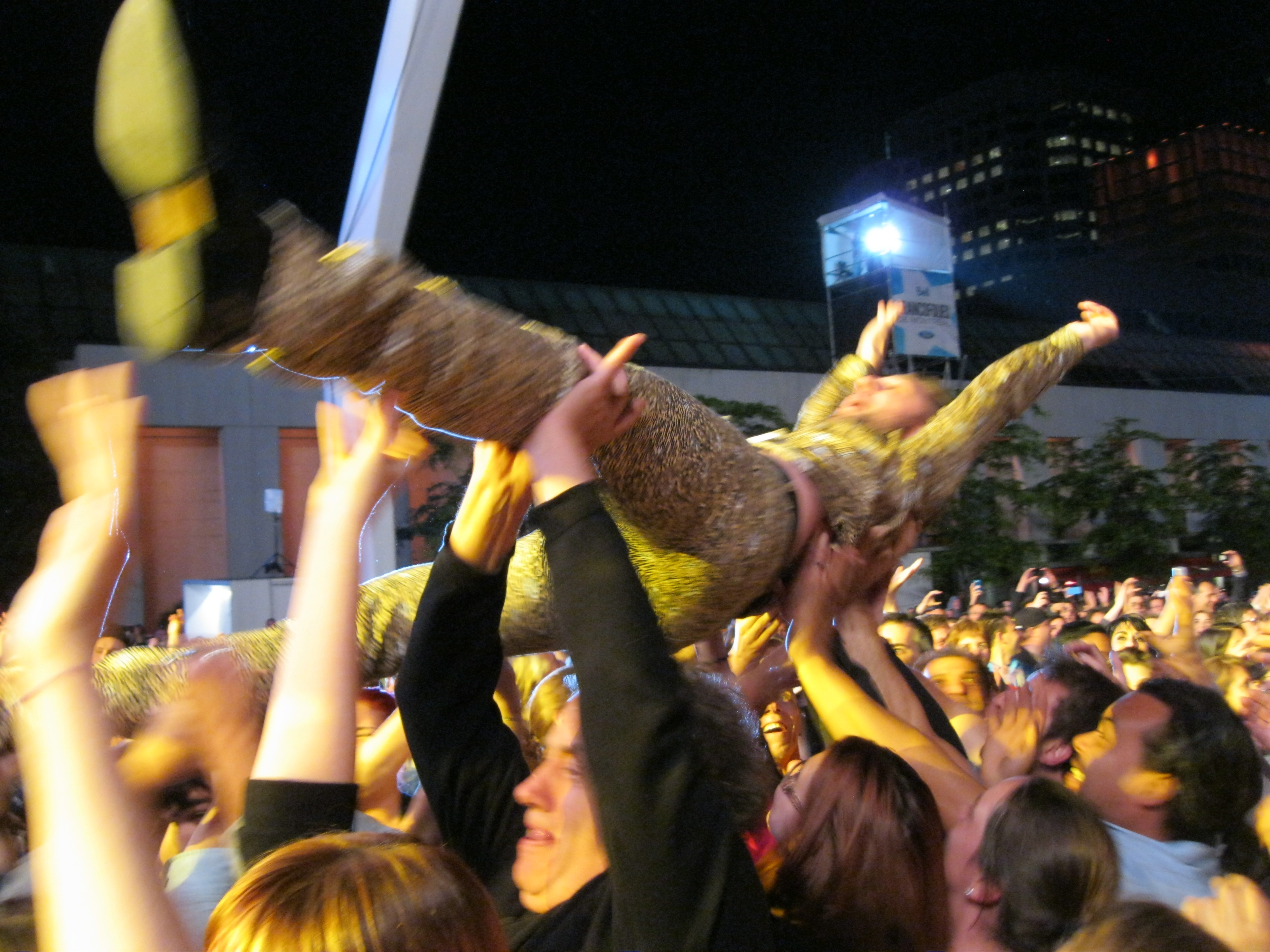
25 ans des FrancoFolies de Montréal, le 17 juin 2013 : Pierre Lapointe porté par la foule.

En 2008, Pierre Lapointe referme les portes de La Forêt des mal-aimés par une mini-tournée en France. Mais, avide de travail et de projets, il est de retour dès le 31 juillet sur la place des Arts à Montréal pour présenter sa nouvelle création, Mutantès, à l'occasion des 20 ans des FrancoFolies de Montréal. Ce spectacle, conçu à l'origine pour quatre représentations, raconte l'histoire d'un mutant dans sa quête du bonheur, dans une mise en scène futuriste de Claude Poissant.
Devant le succès que connaît le spectacle, Mutantès part en tournée sous le nom de Sentiments humains, et sous la forme d'un album studio. La tournée se termine en juin 2010, lors des FrancoFolies de Montréal. Pierre Lapointe signe ainsi sa neuvième année consécutive aux FrancoFolies.
Il débute ensuite une nouvelle tournée, Pierre Lapointe seul au piano, qui reprend plusieurs de ses chansons antérieures en version exclusivement piano/voix.

### La consécration
En France, il se produit aux Francofolies de La Rochelle en juillet 2014 et participe quotidiennement à la grille d'été de la radio France Inter pour une chronique musicale matinale (clôturant le 7-9), Les Petites Morts, dans lesquelles il évoque ses coups de cœur musicaux et convie plusieurs artistes comme Christophe, Christine and the Queens ou Alexandre Tharaud. Cette présence renforce sa popularité en France.
Il assure en 2014 la tournée de Punkt et une nouvelle tournée en piano-voix, Un Pierre Lapointe, un piano. En novembre, il sort en France et en Belgique Paris tristesse, un nouvel album enregistré à Paris et composé de reprises de Punkt et d'autres artistes français (C'est extra, Comme ils disent). À cette occasion, le chanteur reconnaît passer de plus en plus de temps dans la capitale française, n'excluant pas de s'y installer un jour.
Son album suivant La Science du cœur sort à l'automne 2017 au Québec et en France. Ce septième album est un succès critique, où le chanteur québécois explore les thèmes de l'amour et du désamour.  En août 2018, il publie sans aucune annonce préalable un disque uniquement disponible sur les plateformes de téléchargement intitulé Ton corps est déjà froid,.
En 2019, il sort son album Pour déjouer l'ennui, sur lequel apparait Clara Luciani sur le titre Qu'est-ce qu'on y peut.
Pierre Lapointe est un des coachs des 3e, 4e et 5e saisons de La Voix, l'édition québécoise de l'émission télévisée The Voice. Il effectue un retour à La Voix pour la huitième saison, en 2020.
Le 19 décembre 2018, plus de 70 célébrités se mobilisent à l'appel de l'association Urgence Homophobie. Lapointe est l'une d'elles et apparaît dans le clip de la chanson De l'amour,,. En février 2022, il crée une trame sonore pour accompagner l'exposition Nicolas Party : l'heure mauve présentée au Musée des Beaux-Arts de Montréal.
De 2019 à 2022, il anime le premier gala de l'ADISQ,,,.
En novembre et décembre 2024, il tourne à travers le Québec avec un spectacle inspiré de son album Chansons hivernales,.
En hiver 2025, Pierre Lapointe fait partie du corps professoral pour la huitième saison de Star Académie avec le rôle de professeur de musique. 
Le 24 janvier 2025, il sort son album Dix chansons démodées pour ceux qui ont leur abîmé, composé de dix chansons francophones. 

## Analyse de l'œuvre

### Thèmes
Les relations amoureuses sont un des sujets de prédilection des chansons de Pierre Lapointe. L'usage récurrent de mots crus, notamment concernant la sexualité, lui permet selon lui de bousculer les réflexes aseptisés de l'industrie musicale. Ouvertement homosexuel, le chanteur explore l'esthétique et les codes de la culture LGBTQIA+ dans ses clips, notamment avec des chansons comme Sais-tu vraiment qui tu es ou Le monarque des Indes, sans pour autant vouloir faire de différence entre les différentes formes d'amour et de sexualité,.
La mort, sujet « le plus pop de l'humanité » selon lui, est également un thème central, que l'esthétique épurée et sombre de ses concerts cherche à évoquer.

### Influences
L'œuvre de Pierre Lapointe est marquée par la double influence de la musique pop voire de la variété, et celle de la chanson française. Ainsi, parmi les auteurs et artistes l'ayant influencé, Pierre Lapointe cite des chanteurs à texte (Léo Ferré, Brigitte Fontaine, Barbara), des artistes de la Nouvelle scène française (Matthieu Chedid, Albin de la Simone, Vincent Delerm), mais aussi des artistes pop (Robert Charlebois, Björk), de variétés comme France Gall, voire du disco (Abba) et des artistes et genres plus iconoclastes comme Diane Dufresne ou Beck Hansen, le gospel et le cabaret,.
Les arts visuels et la chorégraphie ont un rôle prépondérant dans l'œuvre de Pierre Lapointe, qui a suivi une formation en arts graphiques avant de s'orienter vers la chanson. Il s'entoure de danseurs et de nombreux artistes contemporains, notamment dans la réalisation des clips, et n'hésite pas à faire leur publicité en concert, comparant leur travail au sien et regrettant la faible place accordée à l'art contemporain dans les débats de société et l'éducation populaire. Il cite Jeff Koons, Takashi Murakami ou David Altmejd parmi ses inspirateurs. En 2016, il collabore avec la grande designer Matali Crasset qui réalise la scénographie de son spectacle Amours, délices et orgues. Plusieurs de ses spectacles revendiquent la notion de performance, comme Mutantès.
Il se réclame d'une catégorie d'artistes ayant cherché à établir des passerelles entre pop et chanson. « J’ai dans la tête un mash-up entre une culture pop grand public et l’avant-garde. » Il estime ne rien inventer, revendiquant une œuvre « postmoderne » participant de la rénovation de la chanson francophone – « Je marie des univers qui normalement ne seraient pas mariés, en essayant d’en faire quelque chose de cohérent. » – notamment par le biais du recours aux innovations plastiques.

## Discographie

### Albums
| 2002 | Pierre Lapointe (maquette promotionnelle)             | —  | —   | —   |         |
| 2004 | Pierre Lapointe                                       | —  | —   | —   | Platine |
| 2006 | La Forêt des mal-aimés                                | 1  | 112 | —   | Platine |
| 2007 | 2X2 / 25-1-14-14 (mini album de remixes)              | —  | —   | —   |         |
| 2007 | En concert dans la forêt des mal-aimés                | 22 | —   | —   |         |
| 2009 | Sentiments humains                                    | 2  | 72  | —   | Or      |
| 2011 | Pierre Lapointe Seul au piano                         | 2  | 184 | —   | Or      |
| 2013 | Punkt                                                 | 1  | —   | —   | —       |
| 2013 | Les Callas (mini album)                               | 52 | —   | —   | —       |
| 2014 | Paris tristesse                                       | 9  | 73  | 52  | —       |
| 2017 | La Science du cœur                                    | 1  | 70  | 189 | —       |
| 2018 | Ton corps est déjà froid (avec Les Beaux sans-cœur)   | 73 | —   | —   | —       |
| 2019 | Pour déjouer l'ennui                                  | 11 | 129 | —   | —       |
| 2020 | Chansons hivernales                                   | 10 | —   | —   | —       |
| 2022 | L'heure mauve                                         | —  | —   | —   |         |
| 2025 | Dix chansons démodées pour ceux qui ont le cœur abîmé | —  | 149 | —   |         |

La Science du cœur est sorti le 6 octobre 2017 dans son intégralité. C'est un album qui marquera le début d'une collaboration avec Columbia. Toutefois, c'est en date du 9 juin 2017 que Lapointe dévoile un premier extrait de son album en rendant disponible la chanson éponyme au titre de l'album, notamment sur iTunes, Spotify et YouTube. Le 25 août 2017, un nouvel extrait est dévoilé, Sais-tu vraiment qui tu es, chanson décrite comme « jetant un regard lucide et sans concession sur une époque où l’image n’a jamais occupé autant de place. Cru et impitoyable, Pierre Lapointe gratte sous le vernis avec une précision chirurgicale, mettant au jour les dysfonctions et les contradictions ».

### Participations
- 2004 : Artistes variés, Un dimanche à Kyoto, chansons contes et comptines par Gilles Vigneault : La Petite Adèle, La Petite Annette, C'est le vieux Pipo, Comptine en mode zen (avec Ariane Moffatt, Garou, Luce Dufault, Luc De Larochellière, Martin Léon et Jessica Vigneault).
- 2005 : Artistes variés, Aujourd'hui encore... Hommage à Charles Aznavour, Les plaisirs démodés (avec le Consort contemporain de Québec)
- 2005 : CD Single Noël sans pluie au profit de « Jeunes musiciens du monde », avec Ariane Moffatt, Daniel Bélanger, Lhasa, Michel Rivard, Bïa, Paul Kunigis, …
- 2006 : Malajube, Trompe-l'œil, voix sur Montréal-40°
- 2006 : Artistes variés, Salut Joe ! Hommage à Joe Dassin, Dans les yeux d'Émilie
- 2007 : Plaza Musique, L'amour et l'Occident, voix sur La ville aux deux soleils
- 2007 : Artistes variées, Un cadeau pour Sophie, conte et chansons de Gilles Vigneault : Toujours avec elle, La maison du bonhomme, Valse de la vieille valise.
- 2007 : le 12 juillet participation au festival des Francofolies de La Rochelle (France).
- 2007 : le 21 juillet participation au festival de la Côte d'Opale à Calais (France).
- 2007 : le 24 juillet participation au Paléo Festival à Nyon (Suisse).
- 2007 : le 5 août participation au FrancoFolies de Montréal pour son dernier spectacle québécois de la tournée La Forêt des mal-aimés, spécialement accompagné de l'Orchestre Métropolitain sous la direction de Yannick Nézet-Séguin. La foule fut estimée à près de 100 000 personnes, soit la foule la plus importante de l'histoire des FrancoFolies de Montréal
- 2008 : du 31 juillet au 2 août, première des quatre représentations de Mutantès, spectacle inédit, présenté à l'occasion des 20 ans des FrancoFolies de Montréal
- 2009 : CD-DVD, Artistes variés, Hommage à Aznavour, Les plaisirs démodés.
- 2009 : Participation à l'écriture de la chanson La bourgeoisie des sensations pour l'album L'Embellie de Calogero.
- 2010 : Participation à la reprise de la chanson de K'Naan Wavin' Flag pour l'organisation canadienne « Young Artists for Haiti ».
- 2010 : Participation à la chanson Quand on a que l'amour pour « Ensemble pour Haïti ».
- 2010 : Elle était si jolie pour l'émission télévisée Les Rescapés.
- 2013 : Forêt, voix sur L'amour de marbre.
- 2017 : participation au FrancoFolies de Montréal avec Amours, délices et orgues spectacle inédit avec une scénographie de Matali Crasset.
- 2018 : Il écrit Arrête de sourire et L'amour est un fantôme sur l'album Ce soir on sort… de Patrick Bruel.
- 2018 : Il participe avec 70 personnalités à la campagne de l'association Urgence Homophobie avec le titre De l'amour[45].
- 2018 : Tel un seul homme avec Pomme, en concert.
- 2020 : il écrit et chante en duo avec Mika le titre Six heures d'avion nous séparent.
- 2022 : il interprète en duo avec Fishbach le titre  L'origine du mal et compose la bande originale du film éponyme

## Distinctions
Les récompenses sont en gras, les nominations apparaissent en petit.
- Prix Félix 2005[46] : 
  - album populaire de l'année pour Pierre Lapointe
  - metteur en scène de l'année pour Pierre Lapointe dans La forêt des mal-aimés
  - réalisateur de l'année pour Jean Massicotte
  - sonorisateur de l'année pour Louis-Simon Hétu
  - révélation de l'année
  - interprète masculin de l'année
  - pochette de disque de l'année pour Pierre Lapointe
  - prise de son et mixage de l'année
  - auteur-compositeur de l'année
  - spectacle de l'année
  - vidéo-clip de l'année pour Le Colombarium
- Prix Félix 2006[47] :
  - album populaire de l'année pour La Forêt des Mal-Aimés
  - auteur-compositeur de l'année
  - arrangeur de l'année pour Philippe Brault, Jean Massicotte
  - interprète masculin de l'année
  - album le mieux vendu de l'année pour La Forêt des mal-aimés
  - réalisateur de l'année pour Jean Massicotte
- Prix Félix 2007[48] :
  - spectacle de l'année (auteur-compositeur-interprète) pour Pierre Lapointe dans La forêt des mal-aimés
  - vidéo-clip de l'année pour Qu'en est-il de la chance ?
  - interprète masculin de l'année
  - artiste québécois s'étant le plus illustré hors Québec
- Prix Félix 2008[49] :
  - émission de télévision de l'année (chanson) pour Pierre Lapointe et l'Orchestre Métropolitain du Grand Montréal, dirigé par Yannick Nézet-Séguin (Dans la forêt des mal-aimés, Sogestalt Télévision Québec)
  - pochette de disque de l'année pour En concert dans la forêt des mal-aimés
  - interprète masculin de l'année
  - album populaire de l'année pour En concert dans la Forêt des mal-aimés
  - arrangeur de l'année pour Philippe Brault, Marc Ouellette, Yannick Plamondon
- Prix Félix 2009[50] :
  - album pop-rock de l'année pour Sentiments humains
  - concepteur d'éclairage de l'année pour Martin Labrecque
  - interprète masculin de l'année
  - spectacle de l'année (auteur-compositeur-interprète) pour Mutantès
  - metteur en scène de l'année pour Claude Poissant
- Prix Félix 2011[51] :
  - album de reprises de l'année pour Pierre Lapointe seul au piano
  - artiste québécois de l’année s'étant le plus illustré hors Québec
  - spectacle de l'année (auteur-compositeur-interprète) pour Pierre Lapointe seul au piano
  - metteur en scène de l'année - lui-même
- Prix Félix 2013[52] :
  - arrangeur de l'année pour Philippe Brault, Guido Del Fabbro
  - album pop de l'année pour Punkt
  - auteur-compositeur de l'année pour Punkt
  - vidéo-clip de l'année pour La Sexualité
  - pochette de disque de l'année pour Punkt
- Prix Félix 2014 :
  - spectacle de l'année (auteur-compositeur-interprète) pour Punkt
  - album de l'année pour Les Callas
  - vidéo-clip de l'année pour L'étrange route des amoureux
  - metteur en scène de l'année - lui-même
  - pochette de disque de l'année pour Les Callas
  - concepteur d'éclairage de l'année pour Alexandre Péloquin
  - artiste québécois de l'année s'étant le plus illustré hors Québec
- Prix Félix 2015 :
  - artiste québécois s'étant le plus illustré hors Québec
- Prix Félix 2017[53] :
  - anthologie de l'année pour L'Intégrale
- Grand Prix scène de l'Académie Charles-Cros 2014 [54]
- Grand Prix du disque de l'Académie Charles-Cros 2005 pour Pierre Lapointe [55]
- Prix du Festival international de la chanson de Granby 2001 [56]
- Insignes d'officier de l'ordre des Arts et des Lettres, 2020 [57]
- Médaille d'honneur de l'Assemblée nationale, 2016[58]

### Sources
(décembre 2020).
- Musique - Pierre Lapointe domine les nominations en vue du gala de l'ADISQ
- 27e gala de l'ADISQ - C'est la diversité qui a gagné
- Pierre Lapointe: au bar des prodiges
- Biographie officielle de Pierre Lapointe